# Хімік (Воскресенськ)
«Хімік» Воскресенськ — хокейний клуб з однойменного міста (Московська область, Росія). Заснований в 1953 році. 30 червня 2010 було повідомлено, що клуб не буде виступати у Вищій лізі в сезоні 2010/11, натомість, після проведення реорганізації молодіжна команда буде виступати в МХЛ.

## Історія
20 грудня 1953 (ця дата вважається днем заснування команди) хокейна команда «Хімік» з Воскресенська у своєму першому турнірі в Електросталі стала переможцем, вигравши у команди з Павловського Посаду з рахунком 9:0. Вона отримала не тільки головний приз, але й право грати в чемпіонаті РРФСР. 27 грудня 1953 «Хімік» провів перший матч на своєму майданчику і обіграв «Торпедо» з міста Перово (5:2).
На початку 50-х, коли все тільки починалося, міста Воскресенська як такого не існувало. Замість нього було селище, оточене хімкомбінатом, цементним та шиферним заводами. Про хокей із шайбою у Воскресенську знали тільки з чуток. У місті існувало кілька футбольних команд. Команда хімкомбінату була достатньо сильною, а в 1953 році її тренером став колишній гравець-футболіст Микола Семенович Епштейн, який вважав, що майбутнє за хокеєм, оскільки цей вид спорту більш видовищний, ніж футбол.
Молодому тренерові вдалося переконати керівництво в перспективності нового виду спорту, і команда була створена. Своїм народженням і становленням «Хімік» також зобов'язаний Миколі Івановичу Докторову директору воскресенського хімічного комбінату імені В. В. Куйбишева.
Вже через три роки після свого заснування «Хімік» завоював право виступати у вищій лізі чемпіонату СРСР, а в 1965 році досяг першого серйозного успіху — бронзових медалей. Підмосковна команда швидко здобула репутацію грози авторитетів, команди зухвалої і непоступливої.
У 1965, в рік першого успіху «Хіміка», у Воскресенську була створена хокейна ДЮСШ із хокею, яка надалі подарувала світу ціле сузір'я майстрів хокею, серед яких Ігор Ларіонов, Андрій Ломакін, Валерій Каменський, Олександр Черних, Валерій Зелепукін, В'ячеслав Козлов, Дмитро Квартальнов, Сергій Чайкін та ін. А задовго до цього Микола Семенович Епштейн відкрив для хокею Олександра Рагуліна, Едуарда Іванова, Юрія Морозова, Валерія Нікітіна.
За свою історію «Хімік» ще тричі завойовував бронзові медалі — у 1970, 1984 і 1990 роках, а в 1989, під керівництвом Заслуженого тренера СРСР Володимира Пилиповича Васильєва, став срібним призером чемпіонату країни.
Після розпаду СРСР для «Хіміка» почався нелегкий час. Провідні гравці стали їхати в клуби НХЛ чи Європи. У 1997 від команди відмовився воскресенський хімкомбінат, «Хімік» тепер став представляти всю Московську область, а навесні 1999 року клуб вперше в своїй історії покинув вищий дивізіон, куди повернувся лише у 2003.
В кінці серпня 2005 року помер засновник команди Микола Семенович Епштейн. В жовтні 2005 року «Хімік» переїхав в Митищі. У Воскресенську була створена нова команда зі звичною назвою «Хімік» (Воскресенськ), яка була заявлена у чемпіонат вищої ліги і в сезоні-2007/08 стала переможцем цього турніру.
Один із засновників Континентальної хокейної ліги. Кольори «Хіміка» у дебютному сезоні КХЛ захищали: воротарі — Сергій Огурешников, Олексій Єгоров, Юрій Герасимов, Андрій Васильєв; захисники — Максим Галкін, Олексій Петров, Рустем Камалетдінов, Павло Ворошнін, Олександр Горєлов, Микола Зімін, Микола Ігнатов, Антон Полєщук, Євген Пупков, Кирило Алексєєв, Олександр Громов, Дмитро Самарін, Євген Віксна; нападники — Сергій Лучинкін, Олексій Смирнов, Андрій Галушкін, Олександр Романов, Віктор Гордіюк, Віктор Бобров, Андрій Страхов, Дмитро Шамолін, Денис Карцев, Олександр Кожевников, Денис Коротеєв, Олексій Колкунов, Іван Новосельцев, Сергій Корольов, Олександр Романовський, Сергій Сентюрін, Володимир Стулов, Михайло Паньшин, Роман Савичев, Дмитро Коротков, Михайло Мільохін. У підсумку команда посіла останнє місце. Через фінансові проблеми клуб не зміг взяти участь у наступному розіграші КХЛ.
У сезоні 2009/10 клуб виступав у Вищій лізі. А в МХЛ виступала молодіжна команда «Фенікс».
У сезоні 2010/11 клуб мав намір вступити в ВХЛ, але не був прийнятий: їх гарантії участі в чемпіонаті виявилися непереконливими, і члени правління ліги ухвалили рішення запропонувати команді взяти річний тайм-аут. У липні 2010 року в клубі провели реорганізацію, команда «Фенікс» була перейменована в МХК «Хімік» і продовжила виступ в МХЛ.
У жовтні 2011 року оголошений банкрутом.
Після кількох років і реорганізацій команда виступає у ВХЛ, кольори клубу захищають здебільшого місцеві вихованці, зокрема, Денис Макаров, Сергій Магарилов та інші.

## Льодовий палац
Адреса: 140200, Московська область, м. Воскресенськ, вул. Менделєєва, б.2. Місткість трибун — 4500 місць.

## Досягнення
- Срібний призер чемпіонату СРСР — 1988/89.
- Бронзовий призер (4 рази) — 1964/65, 1969/70, 1983/84, 1989/90.
- Найбільша перемога — 15:3 (над ризькою «Даугавою» — 1960/61).
- Найбільша поразка — 0:13 (від столичного «Динамо» — 1978/79).
- Фіналіст Кубка СРСР — 1971/72.
- Матчі з клубами НХЛ (1990): 13 ігор, +6 = 1-6, 48-51.

## Відомі гравці
| - Ігор Ларіонов - Герман Титов - Андрій Ломакін - Валерій Зелепукін - Валерій Каменський - Роман Оксюта - Дмитро Квартальнов - Олександр Рагулін - Геннадій Сирцов - Володимир Сирцов | - Сергій Березін - Андрій Марков - В'ячеслав Козлов - Ігор В'язьмікін - Володимир Назаров - Юрій Ляпкін - Володимир Голіков - Олександр Голіков - Олександр Черних - Віктор Сучков | - Віктор Крутов |

## Головні тренери
- Микола Семенович Епштейн (27.12.1953 — 20.11.1975)
- Юрій Іванович Морозов (20.11.1975 — 1979)
- Анатолій Миколайович Ватутін (1979 — 1980)
- Юрій Іванович Морозов (1980 — 12.04.1982)
- Володимир Пилипович Васильєв (12.04.1982 — 29.05.1992)
- Геннадій Миколайович Сирцов (29.05.1992 — 22.11.1995)
- Валерій Олександрович Нікітін (22.11.1995 — 22.11.1997)
- Валерій Миколайович Брагін (22.11.1997 — 29.12.1998)
- Володимир Пилипович Васильєв (29.12.1998 — 20.10.2000)
- Микола Анатолійович Ванін (20.10.2000 — 10.11.2001)
- Олександр Євгенович Смирнов (10.11.2001 — 19.03.2002)
- Геннадій Миколайович Сирцов (19.03.2002 — 11.04.2002)
- Олександр Миколайович Голіков (01.06.2002 — 10.10.2002)
- Валерій Миколайович Брагін (10.10.2002 — 28.09.2003)
- Володимир Віталійович Маринич (28.09.2003 — 23.03.2004)
- Володимир Володимирович Юрзінов (молодший) (23.03.2004 — 05.10.2004)
- Володимир Віталійович Маринич (05.10.2004 — 20.04.2005)
- Микола Анатолійович Ванін (01.07.2005 — 22.05.2006)
- Валентин Миколайович Гуреєв (22.05.2006 — 18.01.2007)
- Сергій Валентинович Кремльов (18.01.2007 — 30.05.2007)
- Юрій Миколайович Страхов (10.06.2007 — 09.11.2007)
- Юрій Миколайович Новіков (09.11.2007 — 02.10.2008)
- Геннадій Володимирович Коротеєв (02.10.2008 —18.07.2011)
- Юрій Миколайович Страхов (18.07.2011 — 20.07.2014)
- Сергій Кремльов (01.07.2015 — 10.06.2016)
- Олексій Ярушкін (10.06.2016 — 10.10.2016)
- Дмитро Фролов (в.о. з 10.10.2016 — травень 2017)
- Дмитро Вершинін (травень 2017 — грудень 2017)
- В'ячеслав Козлов (грудень 2017)